# Брадфорд (Вермонт)
Брадфорд (енгл. Bradford) насељено је место без административног статуса у америчкој савезној држави Вермонт.

## Демографија
По попису из 2010. године број становника је 788, што је 27 (-3,3%) становника мање него 2000. године.
| Група             | 2000.       | 2010.       |
| Белци             | 790 (96,9%) | 749 (95,1%) |
| Афроамериканци    | 7 (0,9%)    | 4 (0,5%)    |
| Азијати           | 4 (0,5%)    | 8 (1,0%)    |
| Хиспаноамериканци | 6 (0,7%)    | 9 (1,1%)    |
| Укупно            | 815         | 788         |